# New Joc City
New Joc City – debiutancki album studyjny amerykańskiego rapera Yung Joc'a. Premiera odbyła się 6 czerwca 2006 roku. Wydawnictwo promowały dwa hity pt. "I Know You See It" (platyna) i "It's Goin' Dow" (3x platyna). Album zadebiutował na miejscu 3. notowania Billboard 200 ze sprzedażą 148.000 egzemplarzy w pierwszym tygodniu. Płyta po uzyskaniu wyniku 500 tysięcy sprzedanych nośników, została zatwierdzona jako złota.

## Lista utworów
1. "New Joc City" (Intro) 2:15
2. "It's Goin' Down" 4:01
3. "He Stayed In Trouble (Interlude)" (featuring A.D. "Griff" Griffin) 0:56
4. "Do Ya Bad" 4:10
5. "Don't Play Wit It" (featuring Big Gee) 4:01
6. "Excuse Me Officer (Interlude)" (featuring A.D. "Griff" Griffin) 0:38
7. "Dope Boy Magic" (featuring Nicolas "Play Boy Nick" Smith, Corey "Black Owned C-Bone" Andrews & Chino Dolla) 4:32
8. "Patron" 4:43
9. "Flip Flop" (featuring Boyz N Da Hood & Cheri Dennis) 4:36
10. "I'm Him" 3:42
11. "Hear Me Coming" 3:57
12. "I Know You See It" (featuring Brandy "Ms. B" Hambrick) 4:01
13. "Yung Nigga (Interlude)" (featuring A.D. "Griff" Griffin) 0:15
14. "1st Time" (featuring Marques Houston) 4:27
15. "Knock It Out" 4:25
16. "Picture Perfect" 4:09

## Notowania
| Rok  | Notowanie              | Najwyższa pozycja |
| ---- | ---------------------- | ----------------- |
| 2006 | Billboard 200          | 3                 |
| 2006 | Top R&B/Hip-Hop Albums | 1                 |
| 2006 | Top Rap Albums         | 1                 |